# استان پوپو
استان پوپو (به اسپانیایی: Provincia de Poopó) یکی از استان‌های بولیوی در بولیوی است که در شهرستان اورورو واقع شده‌است. استان پوپو ۲٬۰۳۴ کیلومتر مربع مساحت و ۱۴٬۹۸۴ نفر جمعیت دارد.